# Gus-Hrustalnîi
Gus-Hrustalnîi (în rusă: Гусь-Хрустальный) este un oraș din Regiunea Vladimir, Federația Rusă, cu o populație de 67.121 locuitori.